# Болнице шкотских жена — Јединица „Америка“ у Острову
Болнице шкотских жена у Острову или Болница Острово (енгл. Ostrovo Unit) или како су је српски војници називали  Јединица Америка била је једна од три болничке јединице из састава Болнице шкотских жена на солунском фронту у периоду од 1916 до 1918. године. Болница је у свом саставу имала 200 великих белих шатора за смештај рањеника и болесника, претежно српских војника из Горничевске битке и са Кајмакчалана.

## Предуслови и значај
Савезници су на југу Балканског полуострва 1916. организовали Солунски фронт. Рат је морао да се приведе крају, борбе су тек предстојале. Трећину снага на Солунском фронту чинили су излечени, опорављени, нахрањени, одевени и наоружани српски војници. Српски војни санитет, који је претрпео огромне губитке у току прве две године ратовања и епидемије пегавца, такође је реорганизован.
На Солунском фронту савезничке енглеске, француске, канадске и руске болнице разместиле су се од Солуна, преко Мегленске равнице, дуж Црне Реке, све до подножја Кајмакчалана.
По договору из Париза, српске болнице су биле под управом француског санитета, а српском санитету је припала организација завојишта и евакуација рањеника. Како српски лекари нису прихватили зависност од савезника, уз бројне отпоре и негодовања Француза и Енглеза основана је Прва Српска пољске хируршке болнице у Василици (14. јуна 1916), која ће се септембра 1916, преселити у Драгоманце.
У помоћ српским војницима на солунском фронту стигле су, и поново биле прве, шкотске жене са више болница и транспортном јединицом.  Дошле су и санитетске мисије из других делова Комонвелта: из Аустралије, Новог Зеланда, Канаде. Стигло је укупно 60 жена, почев од болничарки и возача санитетских возила до лекара и хирурга. Биле су то одлично опремљене и возилима снабдевене јединице, које су преузеле евакуацију рањеника из Горничевске битке и са Кајмакчалана. Одред моторних санитетских возила Болница шкотских жена или „транспортна јединица”, како су је звали, основана је у Великој Британији као посебна јединица од 18 чланова, која је бродом у Солун допутовала у лето 1916. године.
На Солунском фронту, од новембра 1915, радила је Болница шкотских жена, „Јединица Гиртон и Њунхам“ (Тhe Girton & Newnham Unit“), предвођена др Ен Луиз Мекилрој, која је после Великог рата била прва лекарка са звањем професора на Медицинском факултету у Лондону. Јединица је, од почетка рада  (8. мај 1915 ) до завршетка (1. септембар 1919), била под руководством др Ен Луиз Мекилрој (1874–1968), која се у Солуну, као и по ослобођењу у Србији, посветила рехабилитацији и ортопедском протетисању бројних српских ратних инвалида.

## Састав Јединице „Америка”
„Јединица Америка“ која је добила назив по америчким филантропима, чија су имена била исписана на болничким креветима, била је искључиво формирана од жена старости од 25 до 45 година, претежно из Аустралије и са Новог Зеланда.
Бројност и кадровска стуктура
Особље јединице од 60 чланица чинило је: 
- пет лекарки хирурга,
- 20 добро стручно обучених медицинских сестара,
- 10 болничарки,
- главна медицинска сестра Мод Теит (Miss Maud Ellen Tate),
- администратор Флоренс Џек (Miss Florence Jack),[7] коју је заменила маја 1917. године Мери Хјуз Грин.[8]

У екипи је била и Мери Џозефина Бедфорд (Miss Mary Josephine Bedford), филантроп из Бризбејна.
Лекарски тим
Лекарски тим чиниле су:
- др Купер Лилијан Вајолет  (dr Lilian Violet Cooper, 1861–1947), прва жена хирург у држави Квинсленд (Аустралија),
- др Џеси Скот (Dr. Jessie Ann Scott, 1883–1959), лекарка из Крајстчерчуа на Новом Зеланду, чланица Болнице шкотских жена у Крагујевцу и Крушевцу.
- др Сибил Луис (Dr. Sybil Lonie Lewis, 1874–1918), лекарка Болнице шкотских жена у Ваљеву,  ветеран из Болнице шкотских жена, под управом др Елис Хачинсон у Ваљеву.
- др Ана Лејла Мункастер (Dr. Anna Leila Muncaster, 1885–1930) лекарка у јединици Српског потпорног фонда у Крагујевцу (под командом госпође Стобарт), држала диспанзер на Руднику, била учесник повлачења преко Албаније, најдуже са Србима.
- др Мери де Гарис (Dr. Mary Clementinа De Garis), из Викторије, друга жена у Викторији са дипломом медицине.
- др Изабел Емсли Хатон  (Dr. Isabel Emslie), која је пребацила болницу у ослобођену Србију.[7]
- др Мери Гордон (Dr. Mary Louisa Gordon),
- др Грејс Пaилторп (Dr. Grace Winifred Pailthorpe),
- др Хелен Лили (Dr. Hellen Lillie),
- др Џоан Кенеди Роуз (Dr. Joan Kennedy Rose),
- др Мира Макензи (Dr. Myra Mackenzie),
- др Мабел Блејк (Dr. Mabel Nellie Blake),
- др Мери Фергусон (Dr. Mary Mitchelina Grant Ferguson).[7]

Ојачање
Болница је била појачана Српским хируршким завојиштем, под руководством др Чедомира Ђурђевића (1866 — 1940), хирурга, који је завршио медицину у Бечу. Лекарски помоћник био је медицинар Урош Ружичић (1891–1966), који је поред болничких дужности, имао улогу преводиоца. У болници је било око 60 српских болничара и помоћних радника.

## Долазак у Солун и оснивање болнице у Острову
Дана 3. августа 1916. особље Јединице „Америка” заједно са транспортном колоном (хитна помоћ на челу са госпођом Харле) започело је поморско путовање за Солун, у који су стигле 13. августа 1916. године. Као седма Болнице шкотских жена за службу у иностранству, Јединице „Америка”  је привремено била смештена у заливу Микра, до искрцавање опреме од 1.400 бала (које су обавиле саме чланице болнице до 17. августа 1916. године), у ишчекивању коначног одредишта. Првобитна одлука да болница ради у Солуну је измењена, а њене припаднице су послате ближе фронту, према Островском језеру, у Егејског Македонији у Краљевини Грчкој, са задатком да уђу у састав, завојишта Дринске дивизије, Трећа хируршка болнице, Треће армије, којом је командовао генерал Милош Васић.

Прави конвој (колона од 39 камиона и амбулантних кола) на челу са др Агнес Бенет, вођом јединице и администратором госпођом Флоренс Џек, стигло је у Острово  15. септембра 1916. Одмах су др Агнес Бенет и Флоренс Џек обишле терен и иазбрале микролакацију за размештај болнице на обалама Островског језера, у територијалној зони под командом српске војске. Локацију болнице је др Изабел Емсли, овако описала: 
Лежала је (болница) сасвим сама на простору под зеленом трском у удубљењима брежуљака који су се уздизали са свих страна, у непосредној близини била је шума великих брестова, дом многих породица кукавица, а иза њих много белих шатора болнице око језера Острово.
  Осим неколико мањих превијалишта, у њеном окружењу била је то једина већа савезничка болница најближа солунском фронту, на око 30 километара од Кајмакчалана, са кога ће нешто касније стићи највећи број рањениха у ову болницу.

## Положај, размештај и опремљеност и значај
Положај
Болница је размештена у шаторима на пола пута између места Едесе и Флорине, на обали Островског језера (грчки: Λίμνη Βεγορίτιδα или Οστρόβου [Límni Vegorítida или Ostróvou — Лимни Вегоритида или Острову) једном од језера из групе Егејских језера у Егејској Македонији, и Северној Грчкој. Удаљена 135 км од Солуна  болница је била у североисточном делу котлине Сариђол, између планина Ниџе на северу и Каракамен на југу на надморској висини од 543 метра, са извором свеже воде, окружен дрворедом брестова и планинским венцем у даљини.
Поред град Острово (Арниса), у непосредном окружење Болнице су били село Чеган са северне стране, село Пателе (Агиос Пантелејмонас) са западне и села Колачка (Мањаки), Уклемеш (Фаранги) и Кочана (Переа) са источне стране. Болница је била у непосредној билизини железничке пруге. Све командне структуре су су сматрали да је положај стратегијски оправдан, јер се Острово налазило у близини прве линије фронта (пре свега оне на Кајмакчалану) на железничкој прузи, погодној за снабдевање и евакуацију рањеника. Наиме од острова су водили путеви ка фронту, између брда и разбацаних стена, најближе што је могло западном делу српског дела Солунског фронта.
Размештај и опремљеност
Болница шкотских жена у Острову, располагала је са пет великих шатора у којима је било по 40 постеља (укупно 200 постеља  — 160 постеља за хирургију, а 40 постеља за болничко одељење), смештена у двадесетак редова шатора почела. На почетку рада, Болница је била намењена искључиво збрињавању хируршких болесника, али је са појавом епидемије маларије постаје мешовита болница. Болница је у свом саставу имала следеће организационе јединице:
- одељења: хирургије,
- болничко одељење,
- дијагностичко одељење — рендген, бактериолошку лабораторију,
- диспанзер,
- пријемно одељење са пратећим магацином санитетског материјала,
- кухињу и вешерај.

Значај
Значај болнице огледао се у том што је она на била линији кретања рањеника. Наиме иако је било на планини Ниџе неколико српских превијалишта, али не и болница – све до Солуна. Болница је спремно дочекала прве рањенике 19. септембра 1916. године.

## Организација збрињавања рањеника
Примарно збрињавање рањеника
Евакуација рањеника са Кајмакчалана вршена је и дању и ноћу без прекида; а време трајања евакуације износило је према записима Др. Жарка М. Рувидић, санитетског пуковника:  
- Од бојне линије до батаљонских превијалишта 40 минута до 1 сата;
- Од батаљонских до пуковских превијалишта 30 до 45 минута;
- Од пуковских превијалишта до завојишта 2 до 3 сата дању а 3 до 4 сата ноћу.
- Од завојишта десног одсека (Трећег) до евакуационе станице у Острову тешки рањеници превожени  су аутомобилима стизали су за 2 до 2,5 сата, а рањеници евакуисани мазгама прелазили су тај пут за 5 до 6 сати.[13]

Ради брже евакуације образована је на средини пута од пуковског превијалишта десног одсека (5. пешадијски пук) до завојишта десног одсека прихватна станица, где су се смењивале болничарске патроле, које су носиле рањенике и одатле су одморне друге болничарске патроле рањенике прихватале и за кратко време доносиле у завојиште.
Да би се употребила сва транспортна средства која стоје на расположењу и да би се пут од 3. дивизијског завојишта до Острова за рањенике, који се евакуишу колима и мазгама, скратио, образована је у подножју села Баточина код слагалишта муниције прихватна станица 3. завојишта са једним медицинаром и потребним бројем болничара. До те прихватне станице евакуисани су рањеници мазгама завојишта и колима 2. болничког оделења као и колима профијант и муниционе колоне.
Одатле су рањенике евакуисали малим енглеским аутомобилима (камионима) и санитетским возилима марке „Форд „транспортне јединице“ болнице у Острову који су дотле доносили муницију и храну и враћали се празни у Острово.
Употребом свих средства за евакуацију рањеника, оснивањем прихватних и релејних станица успело се да се сви рањеници брзо и на време изнесу из бојне линије до батаљонских и пуковских превијалишта. На тај начин, чак и у времену када је било највише рањеника, није било нагомилавања рањеника код пуковских и батаљонских превијалишта. Тежак рањеник доношен је са положаја до дивизијског завојишта у року од 4 сата, а до хируршке станице у Острово стизао је за 12 до 14 сати.
У извештају који је поднела др Агнес Бенет, главни лекар „америчке јединице“, по завршетку битке за Кајмакчалан, је наведено:
Право са Кајмакчалана, а то је значило да су допремани из примитивних превијалишта, где су били штићени крововима од грања – и чекали на превоз – јодирани, превијени, са постављеним удлагама – све док амбуланте не би дошле до њих... Неки су остајали, нису преживели и само малени дрвени крстови говорили су о њима... Амбуланте су се кретале горе-доле, обично у конвоју. Обично је довожено 10-15 рањеника у исто време, до болнице где су били премештани на наша бела носила са белим прекривачима и потом преношени у шатор за пријем. Била је то наша замисао и многи су нас санитетски радници похвалили због тога. Рањеници у својим прљавим и крвавим униформама тако су доношени на столове пријемног одељења. Са њих је скидана одећа, били су опрани и збринути, преношени у одговарајућа одељења у чистим пиџамама.“ Извештај се наставља описима обраде рањеника, описују се путовања амбуланти, саопштени од девојака возача, као нешто посебно – али би то било и превише за ову прилику... Наведено је да је било „превише случајева гангрене“ и да су оне биле терет операционих шатора. Сестре су се онесвешћивале на послу, радило се даноноћно, није било замене, а требало је у исто време стерилисати и инструменте у малом стерилизатору... „Сестре су се држале апсолутно херојски, а такође наши болничари који су им помагали. А пошто је све функционисало одлично – оправдано је то у нама будило усхићење организацијом посла и нашим радом...
Даља евакуација рањеника

Након примарног збрињавања даља евакуација рањеника у болнице у Солуну обављана је преко Француског евакуационог центра. Сестре су бделе над рањеницима све до њиховог укрцавања у санитетски воз... 
операција у нашем операционом шатору било је 350 – било је то за наш понос – све се радило у специјалном шатору који нам је поклонила организација фармера Ајеншајра... Торакални рањеници били су нам најтежи – мало смо могли за њих да учинимо.

## Болница на новој локацији, у Врању
Октобра 1918. године, по наређењу начелника санитета српске војске пуковника др Ђоке Владисављевића, јединица „Америка“ напушта Острово и одлази у Врање, где је њена помоћ била најпотребнија, јер дд Скопља до Ниша није било ниједне болнице.Иако је рат завршен његове трагичне последице су се и даље осећале. У варош су се враћали демобилисани  Врањанци а по њиховимкућама владао је шпанског грипа. Након епидемије шпанског грипа, болницу је чекала и епидемија пегавца с почетка 1919. године. Шест медицинских сестара које су добиле пегави тифус је оздравило, али је преминула Агнес Ерл, превијајући ногу болесника од пегавца. На њену сахрану дошло је на хиљаде људи из Врања и околине.
Када је епидемија санирана у априлу 1919. одељење за пегави тифус, било је претворено у хируршко, у које су нагрнули сви они грађани који су били на листи чекања за операцију. Отворено је и дечје хируршко и гинеколошко одељење.
У Врању је болница радила годину дана, до октобра 1919. године и у овом делу Србије дала највећи могући допринос у сузбијању епидемија шпанске грознице и пегавца, и пружању опште медицинске, гинеколошке, педијатријске и хируршке помоћи војницима и цивилном становништву Врања и околине. Тако је ова болница постала једина страна болница која је на тлу Србије радила и годину дана у миру, након завршетка ратних операција, помажући Србији, онда када је то било најпотребније. Пре потпуног престанка рада мисије Шкотских жена, леди Хатон је помогла да се у Врању отвори окружна болница, за целокупни допринос она је добила је Орден св. Саве и Орден Белог орла.
Када је болница предата српским властима, већина чланова Болнице шкотских жена — Јединица „Америка“ се вратило кући и наставила своје предратне животе, док су друге остале у Србији да би наставиле пружати медицинску помоћ Српском народу у тешком послератном периоду.

## Признање за рад
По завршетку Првог свестког рата педесет две чланице Јединице „Америка“ Болнице шкотских жена у Острову, дванаест лекарки и четрдесет медицинских сестара и болничарки одликовано је Орденом српског Црвеног крста
Орден Светог Саве добиле су др Агнес Бенет, др Лилијан Купер, др Мери де Гарис, др Изабел Емсли, др Џеси Скот, др Сибил Луис, др Лилиан Мункастер и Мери Џозефин Бедфорд.